# Термоелектронний перетворювач
Термоелектро́нний перетво́рювач — пристрій для перетворення теплової енергії в електричну. Складається з гарячого електрода, який здійснює термоеміссію електронів через бар'єр потенційної енергії до холоднішого електрода, виробляючи корисну вихідну електричну потужність. Пари цезію використовуються для оптимізації робочих функцій електрода та забезпечення подачі іонів (шляхом поверхневої іонізації або іонізації електронним ударом у плазмі) для нейтралізації просторового заряду.

## Визначення
З точки зору фізичної електроніки, термоелектронне перетворення енергії — це пряме виробництво електроенергії з тепла шляхом термоелектронної емісії. З термодинамічної точки зору, це використання електронної пари як робочого тіла в циклі виробництва енергії. Термоелектронний перетворювач складається з гарячого емісійного електрода, з якого електрони випаровуються за допомогою термоелектронної емісії, і більш холодного колекторного електрода, в якому вони конденсуються після проходження через міжелектродну плазму. Результуючий струм, як правило, кілька ампер на квадратний сантиметр поверхні емітера, забезпечує електричну потужність до навантаження при типовій різниці потенціалів 0,5–1 вольт — термічній ефективності 5–20 % — залежно від температури емітера — 1500—2000 К) і режиму роботи.

## Історія
Після першої демонстрації практичного дугового термоелектронного перетворювача на парі цезію В. Вілсоном у 1957 році, протягом наступного десятиліття було продемонстровано кілька його застосувань, включаючи його використання з сонячними джерелами тепла, джерелами тепла з горіння, радіоізотопними джерелами тепла та ядерними реакторами. Однак найбільш серйозно розглядалося застосування термоелектронних ядерних паливних елементів безпосередньо в активній зоні ядерних реакторів для виробництва електроенергії в космосі. Надзвичайно висока робоча температура термоелектронних перетворювачів, що ускладнює їх практичне використання в інших застосуваннях, дає термоелектронним перетворювачам вирішальні переваги перед конкуруючими технологіями перетворення енергії в космічній енергетиці, де потрібне відведення тепла випромінюванням. Значні програми розробки термоелектронних космічних реакторів проводилися в США, Франції та Німеччині в період 1963—1973 років, а США відновили значну програму розробки термоелектронних ядерних елементів у період 1983—1993 років.
Термоелектронні системи живлення використовувалися в поєднанні з різними ядерними реакторами (БЕС-5, ТОПАЗ) як джерело електроенергії на ряді радянських військових супутників спостереження між 1967 і 1988 роками. Див. Космос 954 для більш детальної інформації.
Незважаючи на те, що пріоритет використання термоелектронних реакторів зменшився, оскільки американські та російські космічні програми були згорнуті, дослідження та розвиток технологій у сфері термоелектронного перетворення енергії тривали. В останні роки були проведені програми розвитку технологій термоелектронних космічних енергетичних систем із сонячним нагріванням. Було розроблено прототип термоелектронних систем, що нагріваються спалюванням, для когенерації побутового тепла та електроенергії, а також для випрямлення змінного струму.

## Опис
Наукові аспекти термоелектронного перетворення енергії в першу чергу стосуються галузей фізики поверхні та фізики плазми. Властивості поверхні електродів визначають величину струму емісії електронів і електричний потенціал на поверхнях електродів, а властивості плазми визначають транспортування струму електронів від емітера до колектора. Усі практичні термоелектронні перетворювачі на сьогоднішній день використовують пари цезію між електродами, які визначають як поверхню, так і властивості плазми. Цезій використовується тому, що він найлегше іонізується з усіх стабільних елементів.
Термоелектронний генератор схожий на циклічний тепловий двигун, і його максимальна ефективність обмежена законом Карно. Це низьковольтний пристрій сильного струму, де щільність струму 25-50 (А/кв. см) досягається при напрузі 1-2 В. Енергію високотемпературних газів можна частково перетворити в електрику, якщо труби котла забезпечити катодом і анодом термогенератора з проміжком, заповненим іонізованими парами цезію.
Властивість поверхні, що представляє головний інтерес, — це робота виходу, яка є бар'єром, що обмежує струм емісії електронів з поверхні, і, по суті, є теплотою випаровування електронів з поверхні. Робота виходу визначається в основному шаром атомів цезію, адсорбованим на поверхні електродів. Властивості міжелектродної плазми визначаються режимом роботи термоелектронного перетворювача. У запаленому (або «дуговому») режимі плазма підтримується шляхом внутрішньої іонізації гарячими електронами плазми (~ 3300 К); у незапаленому режимі плазма підтримується за допомогою інжекції зовні створених позитивних іонів у холодну плазму; в гібридному режимі плазма підтримується іонами з міжелектродної області гарячої плазми, що переходять в міжелектродну область холодної плазми.

## Останні роботи
Усі програми, наведені вище, використовували технологію, в якій базове фізичне розуміння та продуктивність термоелектронного перетворювача були по суті такими ж, як і ті, що були досягнуті до 1970 року. Однак протягом періоду з 1973 по 1983 роки в США проводилися значні дослідження передової технології низькотемпературних термоелектронних перетворювачів для промислового та комерційного виробництва електроенергії на викопному паливі, які тривали до 1995 року для можливого застосування у космічних і морських реакторах. Це дослідження показало, що суттєві покращення продуктивності перетворювача можна отримати при нижчих робочих температурах шляхом додавання кисню до парів цезію, шляхом придушення відбиття електронів на поверхнях електродів і роботи в гібридному режимі. Подібним чином удосконалення за рахунок використання кисневмісних електродів було продемонстровано в Росії разом із дослідженнями конструкцій систем, що використовують вдосконалені характеристики термоелектронного перетворювача. Недавні дослідження показали, що збуджені атоми Cs в термоелектронних перетворювачах утворюють кластери Cs-рідбергівської матерії, що призводить до зменшення роботи виходу випромінювання з 1,5 еВ до 1,0 — 0,7 еВ. Через довгоживучу природу матерії Рідберга ця низька робота виходу залишається низькою протягом тривалого часу, що істотно підвищує ККД низькотемпературного перетворювача.